# Recalled
Recalled (en hangul, 내일의 기억; RR: Naeileui Gieok; literalmente Memoria del mañana) es una película surcoreana de 2021, escrita y dirigida por Seo Yoo-min, y protagonizada por Seo Ye-ji y Kim Kang-woo.

## Sinopsis
Soo-jin despierta un día en el hospital tras haber sufrido un grave accidente, que le provoca la pérdida de la memoria. La cuida alguien que dice ser su marido. Después de salir del hospital, poco a poco empieza a tener visiones de escenas que sitúa en el futuro, y va reconstruyendo el confuso rompecabezas de su vida pasada entre su marido y su hermanastro, con la ayuda de algunos policías y otras personas que la conocieron.

## Reparto
- Seo Ye-ji como Soo-jin.[4]
- Kim Kang-woo como Seon-woo.[4]
- Sung Hyuk como Ji-hoon.[5]
- Bae Yoo-ram como el detective Bae.[3]
- Park Sang-wook como Ki-sang.
- Kim Jong-goo como gerente de la fábrica.
- Bae Je-ki como el usurero.
- Park Bom-i como la niña del vecindario.
- Gong Yoo-rim como la estudiante de secundaria.
- Ahn Min-young como la madre de la niña.
- Song Kyung-eui como el juez.
- Lee Jang-yoo como el vigilante del edificio.
- Kim Joo-ryoung como una doctora.[6]
- Yeom Hye-ran como la directora de la escuela de arte.[3]
- Kim Kang-hoon.[7]

## Producción
Recalled es el debut como directora de Seo Yoo-min, que ya había participado como guionista en otras películas como Happiness y The Last Princess. La directora había escrito el primer borrador del guion ocho años antes y había estado trabajando en este proyecto desde entonces. El protagonista Kim Kang-woo también contribuyó a los últimos arreglos del guion.
El 7 de marzo de 2019 se comunicó que tanto Kim Kang-woo como Seo Ye-ji estaban considerando protagonizar la película. El 7 de mayo del mismo año se confirmó su participación.
El rodaje comenzó el 2 de mayo de 2021.
Durante los meses previos a su estreno, la protagonista de la película Seo Ye-ji se convirtió en el centro de una polémica cuando fue acusada de manipulación de su expareja, el actor Kim Jung-hyun, abuso de poder con algunos empleados, violencia escolar y falsificación de antencedentes académicos. La polémica alcanzó gran resonancia y tuvo consecuencias en la promoción de la película: Seo Ye-ji se ausentó del preestreno reservado para la prensa para no tener que afrontar preguntas relacionadas con dicha polémica, y también se suspendieron algunos otros actos publicitarios.

## Estreno y taquilla
La película se estrenó el 21 de abril de 2021. Una semana antes del mismo ocupó el tercer lugar en la lista de reservas de billetes, y ello a pesar de las controversias acerca de Seo Ye-ji. El día anterior al estreno alcanzó incluso el primer lugar por rerservas, con 33 012, el 36,6 % del total.
La película se exhibió en el 19º Florence Korea Film Fest en mayo de 2021, donde ganó el premio del público; y en  el 10º Korean Film Festival Frankfurt en octubre del mismo año. El 18 de noviembre participó asimismo en el London Korean Film Festival 2021.
El día del estreno se exhibió en 957 salas, y alcanzó la primera posición en taquilla con 18 187 espectadores, por delante de Seo Bok. Mantuvo la cabeza de la taquilla en el primer fin de semana, con 101 636 espectadores entre los días 23 y 25 de abril, y una audiencia acumulada de 136 040 hasta ese día.
Recalled ocupa el puesto n.º 15 entre todas las películas coreanas estrenadas en el año 2021, con una recaudación bruta de 2,54 millones de dólares y 335 025 entradas vendidas durante el año.

## Crítica
Kim Hyung-seok (The JoongAng) afirma sobre Recalled que «aunque existe la sensación de que la película en sí está enterrada por cuestiones relacionadas con los actores, [...] es una película de género bastante agradable», que «comenzó como un thriller llega hasta el final del melodrama».
Según Nathan Sartain (Asian Movie Pulse), «hay una intensidad constante en Recalled, una que está presente en las escenas iniciales y nunca cede hasta el final, lo que asegura que la audiencia continúe confundida y curiosa». Sartain elogia tanto el guion, con «el giro final, que llega acertadamente durante un clímax frenético, [...] realmente impactante», como el trabajo de los protagonistas: «Seo Ye-ji es sobresaliente como Soo-jin, una mujer angustiada y dudosa cuya aprensión rumia a lo largo de cada escena mientras busca llegar al fondo de su pasado y presente [...] Kim Kang-woo también es consumado, nunca robando el centro de atención como segundo protagonista, pero dando amplia vida a su descripción con una convicción creíble y una emoción necesaria».

## Premios y nominaciones
| Año  | Premio                       | Categoría          | Candidato | Resultado | Ref.          |
| ---- | ---------------------------- | ------------------ | --------- | --------- | ------------- |
| 2021 | 19º Florence Korea Film Fest | Premio del público | Recalled  | Ganadora  | [ 23 ] [ 24 ] |